# Bhimeshwor
Bhimeshwor (nep. भिमेश्वर) – gaun wikas samiti w środkowej części Nepalu w strefie Dźanakpur w dystrykcie Sindhuli. Według nepalskiego spisu powszechnego z 2001 roku liczył on 380 gospodarstw domowych i 2024 mieszkańców (1063 kobiet i 961 mężczyzn).